# دارين فليتشير (معلق رياضي)
دارين فليتشير (بالإنجليزية: Darren Fletcher)‏ هو معلق رياضي بريطاني، ولد في 1975.